# Charles Apothéloz
Charles Apothéloz (* 30. Mai 1922 in Lausanne; † 24. Mai 1982 ebenda) war ein Schweizer Sportler, Schauspieler und Theaterdirektor.

## Leben
Er war der Sohn des Fabrikdirektors Charles Apothéloz. In seiner Sportlerkarriere wurde er 1944 und 1945 Schweizer Meister im 400-m-Staffellauf. Er war in erster Ehe mit der Walliser Künstlerin Lor Olsommer (1912–1999) und später mit der Schauspielerin Anne-Lise Kämpfer verheiratet.
In Paris gewann er als Leiter einer Studententheatertruppe mit dem Stück Les faux-nez von Jean-Paul Sartre 1949 den Wettbewerb Concours des Jeunes Compagnies. Er liess sich vom französischen Philosophen André Gorz inspirieren. 1951 schloss er das Studium der Rechtswissenschaft mit dem Lizenziat ab.
1953 gründete er mit Jacques Clavel, Jacques Guhl und Freddy Buache das Theater Compagnie des Faux-Nez. Im Stadttheater von Lausanne konnte er neue dramaturgische Formen erproben. 1961 wurde er Leiter des Centre dramatique romand. Mit dem Theaterautor Jean-Pierre Moulin realisierte er Chanson-Aufführungen in Lausanne.
1964 initiierte Apothéloz während der Landesausstellung Expo 64 in Lausanne-Vidy eine umfangreiche soziologische Besucherumfrage mit mehr als 500'000 Teilnehmenden, deren Ergebnisse wegen kritischer Äusserungen über die politischen Verhältnisse in der Schweiz auf Anordnung des Bundesrates umgehend vernichtet werden mussten. Nach dem Ende der grossen Ausstellung am Genfersee bewog er die Stadtverwaltung von Lausanne dazu, das zunächst als zeitlich befristete Einrichtung geplante Théâtre de Vidy zu übernehmen und weiterzuführen. Das Haus etablierte sich als Ort für neues Theater in der Westschweiz und hat seinen grossen Aufführungssaal später «Salle Charles Apothéloz» genannt.
In den 1970er Jahren realisierte Apothéloz grosse Schauspielaufführungen wie die Fête des Vignerons in Vevey 1977.
1968 erhielt er als Auszeichnung den Hans-Reinhart-Ring. Sein künstlerischer Nachlass befindet sich im Stadtarchiv Lausanne.